# 平野未来
平野 未来（ひらの みく、1984年1月23日 - ）は、日本の起業家。東京大学大学院修了。レコメンデーションエンジン、複雑ネットワーク、クラスタリング等の研究に従事。シナモンAI（株式会社シナモン）の代表取締役社長 CEO。人工知能（AI）技術を活用した業務効率化ソリューションの開発を手がける。岸田政権、石破政権において新しい資本主義実現会議有識者構成員を務める。日揮ホールディングス社外取締役。世界経済フォーラムのYoung Global Leader選出。

## 受賞・選出歴
- IPA 未踏ソフトウェア創造事業に採択（2005）[5]
- IPA 未踏ソフトウェア創造事業に採択（2006）[6]
- 日経産業新聞社「若き40人の異才」（2014）
- St. Gallen Leader's of Tomorrow（2015）
- 日経WOMAN「ウーマン・オブ・ザ・イヤー」/イノベーティブ起業家賞（2019）[7]
- International Women In Tech Conference（2019）
- Veuve Cliquot Business Woman Award / New Generation Award（2019）[8]
- Forbes JAPAN「起業家ランキング」Best10（2020）[9]
- The World Economic Forum「Forum of Young Global Leaders」（2022）[10]